# Fiat Duna
De Fiat Duna was een automodel van de Italiaanse autofabrikant FIAT. De Duna werd van begin 1987 tot eind 2000 geproduceerd.

## Geschiedenis
De Duna was gebaseerd op het verlengde platform van de Uno. Het model onderscheidde zich uiterlijk van de Uno door zijn sedan- of combimodel, de boven de spatborden liggende motorkap (zoals bij de Fiorino) en verchroomde sierdetails. De achterwielophanging was afkomstig van de Fiat 128.
De sedan-uitvoering werd in april 1985 in Brazilië gepresenteerd. Het was de opvolger van de Fiat Oggi, een sedan-uitvoering van de Fiat 147 die gereserveerd was voor de Zuid-Amerikaanse markten. Met het oog op het succes en de vraag naar andere carrosserievormen lanceerde Fiat in maart 1986 ook een combi met de aanduiding Weekend. Deze versie verving de Fiat Panorama waarvan de productie in 1987 werd stopgezet.
Geproduceerd werd de Duna in Italië en Argentinië (tot 2000) en als Fiat Prêmio in Brazilië (tot 1995). De Prêmio was ook als tweedeurs sedan leverbaar. De voor dit autosegment grote kofferruimte heeft wezenlijk aan het succes van de Duna bijgedragen.
In enkele landen, waaronder Italië en Nederland, werd de Duna combi voor bedrijfsmatig gebruik ook in een driedeurs uitvoering als Fiat Penny verkocht. De achterste zijruiten waren bij dit model afwezig en de doorlopende laadvloer werd van de cabine gescheiden door een beschermrooster. De personenwagenversie van de Duna was in Nederland niet leverbaar.
Als motoren werden een 1.1 liter benzinemotor met 58 pk en een 1.7 liter dieselmotor met 60 pk aangeboden. De combi-variant heette later Duna Weekend en na het stopzetten van de sedan eind 1991 Fiat Elba. De Elba werd in Italië ook onder de merknaam Innocenti aangeboden als Innocenti Elba.
De productie eindigde in 2000 en de Duna- en Elba-modellen werden vervangen door de Fiat Siena en de Fiat Palio Weekend.

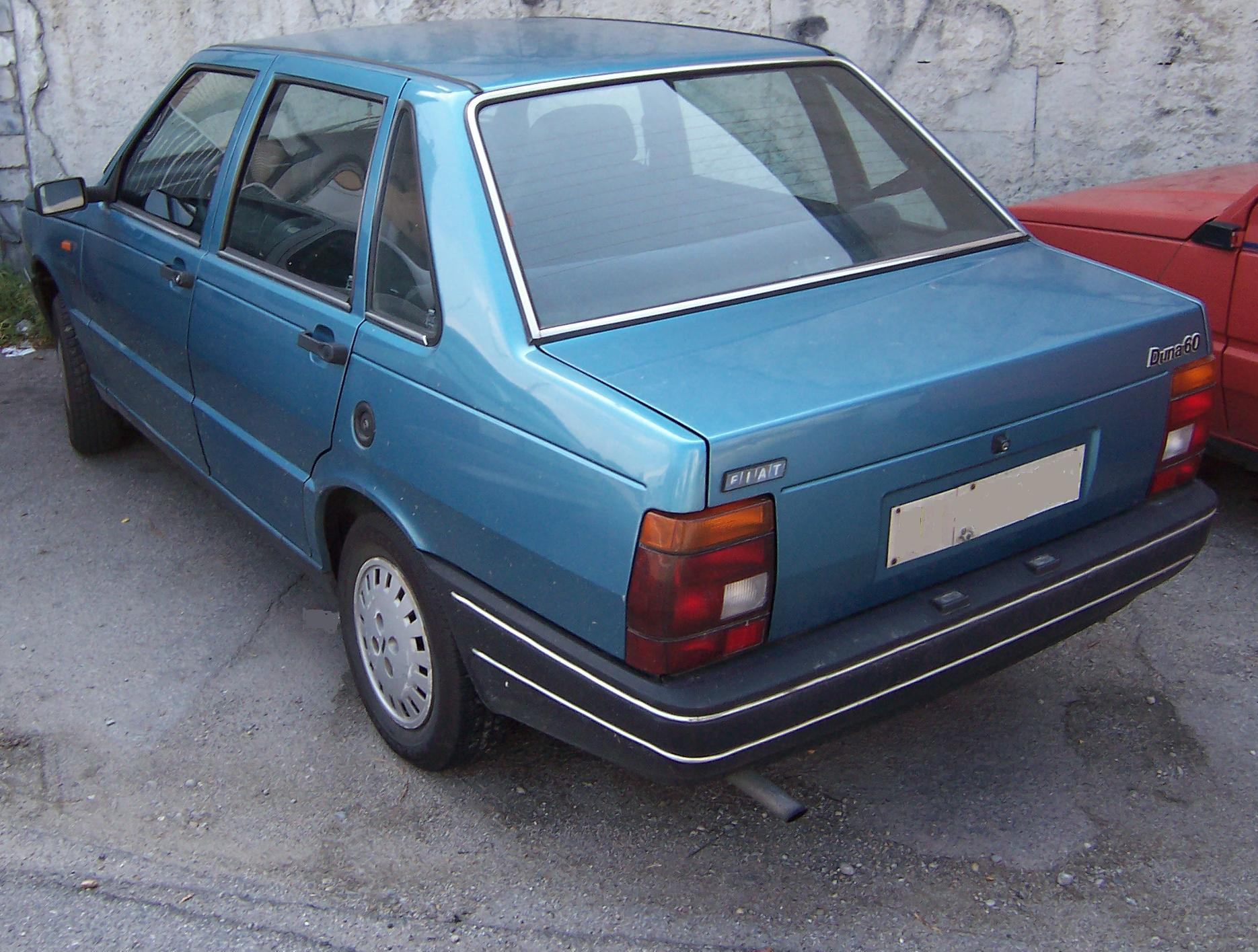
Fiat Duna sedan
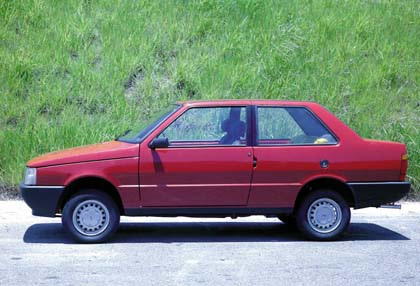
Fiat Prêmio
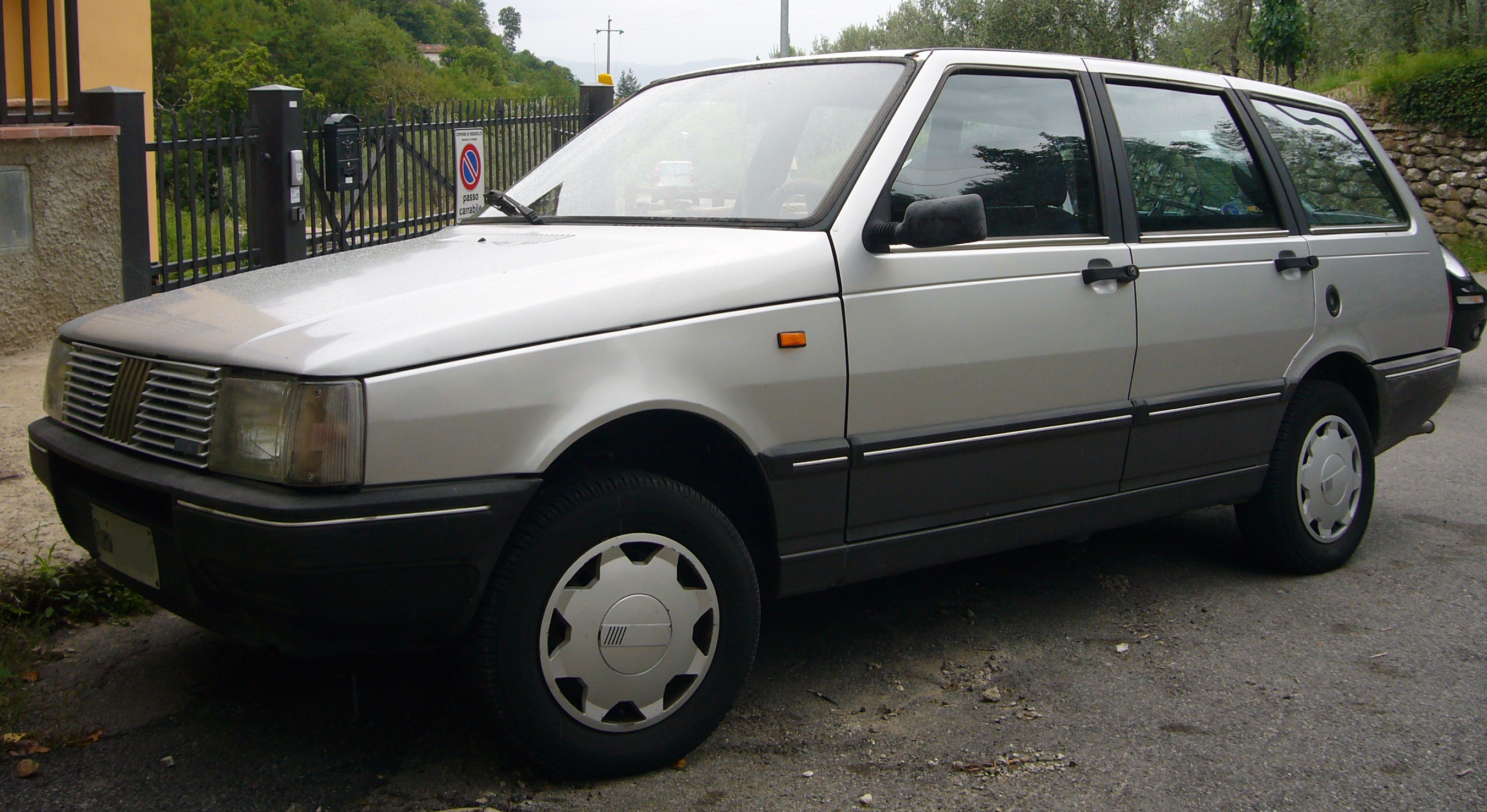
Fiat Duna Weekend
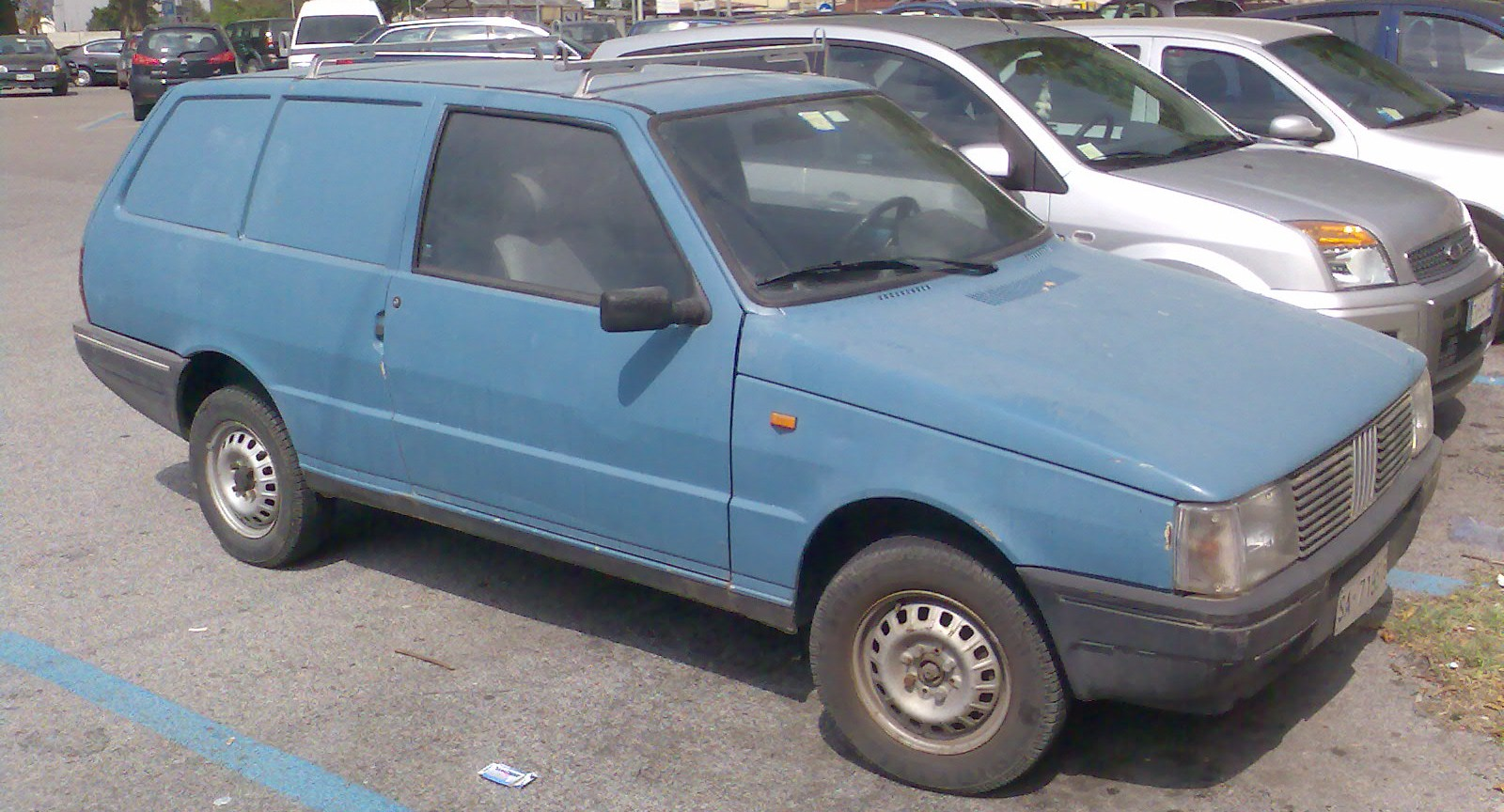
Fiat Penny
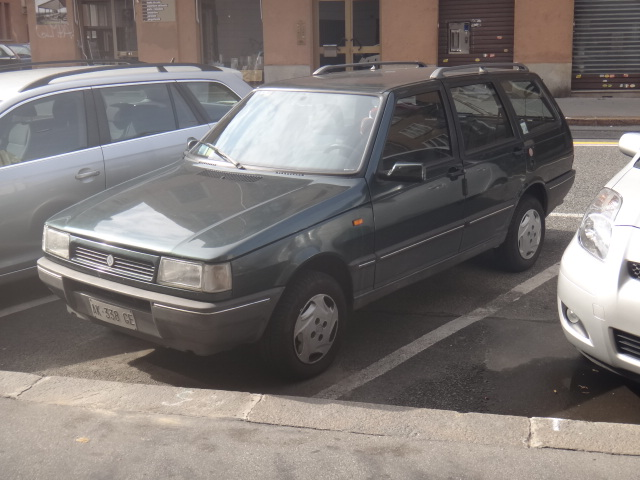
Innocenti Elba

Huidige modellen: 
124 Spider ·
500 ·
500e ·
500L ·
500X ·
600 ·
Aegea ·
Argo ·
Cronos · 
Doblò · 
Ducato ·
Fiorino ·
Fullback ·
Linea ·
Palio · 
Panda · 
Punto · 
Qubo ·
Scudo · 
Siena ·
Strada ·
Tipo · 
Ulysse
Historische modellen na de Tweede Wereldoorlog: 
124 · 
125 · 
126 · 
127 · 
128 · 
130 · 
131 · 
132 · 
133 · 
147 · 
148 · 
242 ·
500 ·
600 · 
600 Multipla · 
850 · 
1100 · 
1200 · 
1300/1500 · 
1400/1900 · 
1800/2100 · 
2300 · 
Albea ·
Argenta · 
Barchetta · 
Bianchina ·
Bravo · 
Brío · 
Campagnola · 
Cinquecento · 
Coupé · 
Croma · 
Dino · 
Duna · 
Elba ·
Fiorino ·
Freemont ·
Grande Punto ·
Idea ·
Marea · 
Marengo · 
Mod 5 · 
Multipla · 
Oggi · 
Panorama · 
Penny · 
Prêmio · 
Regata · 
Ritmo · 
Sedici ·
Seicento · 
Spazio · 
Stilo ·
Talento · 
Tempra · 
Tipo · 
Turbina · 
Uno · 
Vivace · 
X1/9
Historische modellen voor de Tweede Wereldoorlog: 
1 · 
1T · 
10 HP · 
12 HP · 
24 HP · 
2B Torpedo · 
4 HP · 
501 · 
502 · 
503 · 
505/507 · 
508 · 
509 · 
510/512 · 
514 · 
515 · 
518 · 
519 · 
520 · 
521 · 
522 · 
524 · 
525 · 
527 · 
60 HP · 
70 · 
801 · 
1100 · 
1500 · 
2800 · 
Brevetti · 
Laundolet · 
Modello O · 
Tipo 2 · 
Tipo Torpedo · 
Topolino · 
Zero